# داگبلاده
داگْبِلادهِ (نروژی: Dagbladet) به معنی: (برگ روز)، یک روزنامهٔ نروژی است.
این روزنامه در سال ۱۸۶۹م، در کریستیانیا بنیانگذاری شده؛ و اولین شماره آن، در تاریخ دوم ژانویهٔ ۱۸۶۹م، در پایتخت نروژ منتشر شده‌است.
داگْبِلادهِ، یکی از ۲ روزنامه، در نروژ است، که به صورت تک فروشی، در سراسر کشور نامبرده، عرضه می‌شود.
 این روزنامه به عنوان یک نهاد رادیکال لیبرال و با این حال، بدون وابستگی به حزب ونستره، که نمایندهٔ سیاسی قشر لیبرال در نروژ بود، آغاز به فعالیت کرد و در صف مقدم خواستاران نوآوری قرار داشت. داگْبِلادهِ به داشتن قلمی بی پروا و گستاخ معروف؛ و به صورت سنتی، بلندگوی موجهای رادیکال، در فضای فرهنگی و هنری نروژ بوده‌است.